# Antonio Paes de Andrade
Antonio Paes de Andrade GCIH (Mombaça, 18 de maio de 1927 — Brasília, 17 de junho de 2015) foi um advogado e político brasileiro.

## Biografia

### Anos iniciais
Filho de José Alves de Castro e Raimunda Paes de Andrade. Casou-se com Zilda Maria Martins Rodrigues de Andrade, filha de José Martins Rodrigues, deputado federal pelo Ceará de 1955 a 1969. Teve quatro filhas. Iniciou seus estudos superiores em 1949 na Faculdade de Direito do Distrito Federal, formando-se em 1953.

### Eleições de deputado estadual
Foi eleito deputado estadual no Ceará pelo PSD em 1950 e reeleito em 1954 e 1958 até 1962.

### Eleições de deputado federal
Eleito pela primeira vez para o cargo de deputado federal em 1963 e reeleito em 1966 pelo MDB, por causa da institucionalização do bipartidarismo. Foi por várias vezes reeleito, sempre representando seu estado natal, o Ceará. Foi presidente da Câmara dos Deputados de fevereiro de 1989 a fevereiro de 1991. É filiado desde 1980 ao PMDB, do qual já foi presidente nacional no ano de 1994.
Foi primeiro secretário da mesa diretora da Câmara dos Deputados no período de 1987 a 1989.

### Eleição para Presidência da Câmara dos Deputados e exercício da Presidência da República
Em fevereiro de 1989, Paes de Andrade foi eleito presidente da Câmara dos Deputados, sucedendo a Ulysses Guimarães. Como presidente da Câmara dos Deputados e substituto constitucional do presidente José Sarney, Paes de Andrade assumiu a Presidência da República por 12 vezes durante o ano de 1989.  Em uma dessas oportunidades, aproveitou para fazer uma visita presidencial à sua cidade natal, acompanhado de uma expressiva comitiva, sendo acusado de gastos excessivos. Foi por isto apelidado de "Presidente Mombaça".

### Eleição para o Senado Federal e encerramento da carreira pública
Nas eleições de 1998, o então deputado federal Paes de Andrade foi o candidato ao Senado Federal pela coligação "A força do povo" (PMDB, PFL, PSC, PSL, PST, PAN, PRN, PSDC). A mesma coligação lançou o ex-governador Gonzaga Mota ao Governo do Estado contra o então governador Tasso Jereissati que buscava a reeleição. No entanto, Paes de Andrade ficou em segundo lugar e foi derrotado pelo candidato do PSDB, Luiz Pontes.
Nas eleições de 2002, em sua última eleição, tentou retornar ao cargo de deputado federal pelo PMDB aos 75 anos de idade. Porém, obtendo mais de 47 mil votos, ficou apenas como suplente de sua coligação PMDB-PFL.
Foi Embaixador do Brasil em Portugal de 2003 a 2007. A 13 de Abril de 2007 foi agraciado com a Grã-Cruz da Ordem do Infante D. Henrique de Portugal.
Publicou diversas obras: A reestruturação agrária do Nordeste (1968), Afirmação democrática do Nordeste (1971), O itinerário da violência (1976), O poder absoluto (1977), A violência da reforma e a denúncia de Caracas (1979), Francisco Pinto, as imunidades parlamentares e a Lei de Segurança Nacional (1980), As secas (1980), O poder ou o subpoder (1980), A greve no ABC e os bispos do Brasil (1980), A universidade e o professor (1980), CNBB e reflexão cristã, O Poder Legislativo e o golpe militar na Bolívia (1980), A inviolabilidade absoluta, Dom Hélder e o seu cinqüentenário de ordenação (1981), Comemoração do CLX aniversário da Confederação do Equador, 1824-1984 (1984), Proposta de ação econômica e social (1985), A Interparlamentar e os direitos humanos (1987), O Brasil e a União Interparlamentar (1988), Perfis parlamentares: Martins Rodrigues (1989), História Constitucional do Brasil – em co-autoria com Paulo Bonavides (1989) e Presença na Constituinte.
Paes de Andrade foi um dos fundadores do MDB em 1966 e do PMDB em 1980. Manteve-se filiado a este partido político até o fim de sua vida.